# Регионална рачунарска мрежа
 (енгл. wide area network — „Регионална рачунарска мрежа” или „Рачунарска мрежа широког подручја” (у слободном преводу)) је рачунарска мрежа која покрива шире подручје — града, региона или државе.
Понекад се израз „WAN” користи за мрежу које користи рутере и јавне комуникационе везе.
Регионална мрежа се користи за повезивање различитих LAN тако да омогућује комуникацију између корисника и рачунара у различитим мрежама.
WAN се гради за потребе једне или више компанија или појединца или за потребе интернет провајдера који је користе како би омогућили приступ интернету локалним мрежама и поједним рачунарима. Може бити изграђен помоћу изнајмљених мрежа који преко рутера повезују више локалних мрежа или локалној мрежи омогућавају везу за Интернет. Како су изнајмљене линије прилично скупе за WAN се често користи неки од система комутирања пакета. Мрежни протоколи, као што су TCP/IP омогућавају транспорт и адресне функције.
Протоколи као што су SONET/SDH, MPLS, ATM и Frame relay се често користе како би омогућили функционисање WAN. У раним фазама за реализацију WAN коришћен је X.25 протокол који се сматра претечом Frame relay протокола.
Брзина преноса код ових мрежа су се кретале од 1200 b/s до 6 Mbit/s, мада неке везе код ATM или код изнајмљених линија могу достићи брзине и до 156 Mb/s. Најчешће коришћене комуникационе везе код WAN су телефонске линије, бежични пренос — wireless и сателитски канали.
У ређим случајевима се корисници због смањења трошкова одлучују за формирање VPN како би повезали своје локалне мреже и на тај начин креирали WAN.